# エーリューズニル
エーリューズニル（古ノルド語: Éljúðnir、英語: Eljudnir）は、北欧神話に登場する死者の国の女王ヘルの住居である。
「ギュルヴィたぶらかし」には、次のような事が書いてある。
- 屋敷の垣根は驚くほど高く、門も大きい。
- ヘルの使う皿はフング（空腹）、ナイフはスルト（飢え）という。
- 下男はガングラティ、下女はガングレトという。
- 入り口の敷居はファランダ・フォラズ（落下の危険）という。
- ベッドはケル（病床）、ベッドのカーテンはブリーキンダ・ベル（輝く災い）という。